# Пражмув (Люблінське воєводство)
Пражмув (пол. Prażmów) — село в Польщі, у гміні Стенжиця Рицького повіту Люблінського воєводства.
Населення — 96 осіб (2011).
У 1975-1998 роках село належало до Люблінського воєводства.

## Демографія
Демографічна структура станом на 31 березня 2011 року:
|          | Загалом | Допрацездатний вік | Працездатний вік | Постпрацездатний вік |
| -------- | ------- | ------------------ | ---------------- | -------------------- |
| Чоловіки | 48      | 4                  | 36               | 8                    |
| Жінки    | 48      | 6                  | 26               | 16                   |
| Разом    | 96      | 10                 | 62               | 24                   |